# Alles waar ik spijt van heb
Alles waar ik spijt van heb is de Nederlandse vertaling van het boek Quelques-uns des cent regrets van Philippe Claudel, verschenen bij uitgeverij Éditions Balland in 2000. De Nederlandse vertaling van Manik Sarkar verscheen bij uitgeverij De Bezige Bij in 2010, en werd gepubliceerd met steun van het Franse ministerie van Buitenlandse Zaken, het Institut Français des Pays-Bas / Maison Descartes en de BNP Paribas.

## Synopsis
De verteller keert terug naar zijn geboortedorp om de begrafenis van zijn moeder te regelen. Hij heeft haar vanaf zijn zestiende niet meer gezien, en tijdens zijn verblijf in het dorp, dat te kampen heeft met zware regenval en overstroming, komen zijn herinneringen terug. Hij is daar opgegroeid zonder zijn vader; hem werd verteld dat deze een oorlogsheld was, gestorven in Indochina. Maar op het plaatselijk oorlogsmonument komt zijn naam niet voor, en toen hij ontdekte dat de foto van de piloot waarvan hem verteld was dat het zijn vader voorstelde, in werkelijkheid niets meer was dan een afbeelding uitgeknipt uit een tijdschrift, begreep hij dat hij voorgelogen was en dat zijn vader voor hem een onbekende was.
"Ik was de zoon van een leegte.
Ik was de zoon van niets".
Woedend verliet hij zijn moeder, en liet nooit meer iets van zich horen.
Na de begrafenis keert hij terug naar zijn ouderlijk huis; daar vindt hij een envelop, achtergelaten door zijn moeder. Hij beseft dat zich daarin een brief bevindt waarin de naam van zijn vader onthuld wordt. Zonder de envelop te openen overhandigt hij deze aan Jos Sanglard, de eigenaar van het hotel waar hij logeert, zodat deze er de kachel mee kan aansteken. Jos vraagt hem of hij er zeker van is dat de envelop vernietigd moet worden en vertelt hem dan een legende: tijdens ons leven worden alle dingen waar we spijt van hebben opgeschreven in het boek der schulden. Niemand heeft recht op meer dan honderd van zulke schulden, na de honderdste sterft men. Jos dringt aan en vraagt hem nogmaals of hij zeker van zijn zaak is en geen spijt zal krijgen, maar de ik-figuur zegt hem dat er niets van belang in die brief staat; deze wordt daarop verbrand. Nergens in het boek wordt de identiteit van de vader verraden, maar het bevat voldoende aanwijzingen om de lezer te laten beseffen wie hij is.

## Nederlandse titel
In het Franse origineel is er een duidelijke verbinding tussen de titel van het boek, Quelques-uns des cent regrets, wat zoveel betekent als "Enkele van de honderd dingen waar ik spijt van heb", en de legende van Jos Sanglard over het boek der schulden. In de Nederlandse vertaling is deze koppeling losgelaten, omdat het Nederlandse woord "spijt", in tegenstelling tot het Franse "regret", geen telbaar zelfstandig naamwoord is.

## Prijzen
Voor dit boek ontving Claudel de Prix Marcel Pagnol voor het beste boek met jeugdherinneringen als thema, 2001, en in datzelfde jaar de Prix Lucioles.